# Tuna kyrka, Småland
Tuna kyrka är en kyrkobyggnad i Vimmerby kommun. Kyrkan ligger cirka 2 km sydöst om Tuna tätort.

## Kyrkobyggnaden
Tidigt under medeltiden uppfördes en kyrka i Tuna. Under 1600-talet byggdes kyrkan ut och genomgick flera renoveringar. År 1737 byggdes ett kyrktorn på västra sidan. År 1764 byggdes en ny sakristia.
Under 1800-talet genomgick kyrkan flera reparationer. Till slut bestämde man sig för att bygga en ny kyrka. För att minska omkostnader behöll man tornet. Nya kyrkan byggdes som ett skal som inneslöt den medeltida kyrkan som revs 1893. Här finns bland annat släkten Hammarskjölds familjegrav.

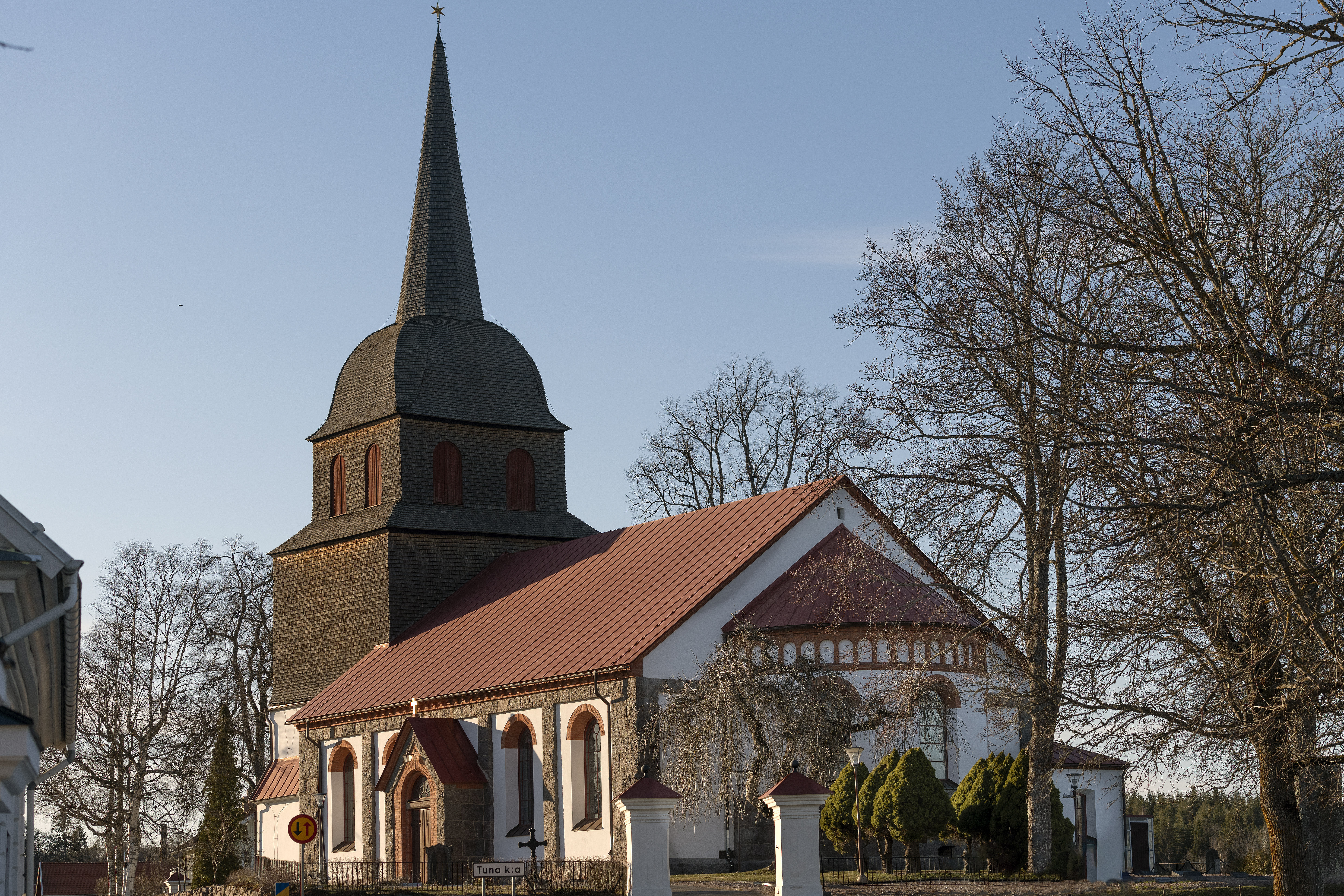
Tuna kyrka Sm mot NV

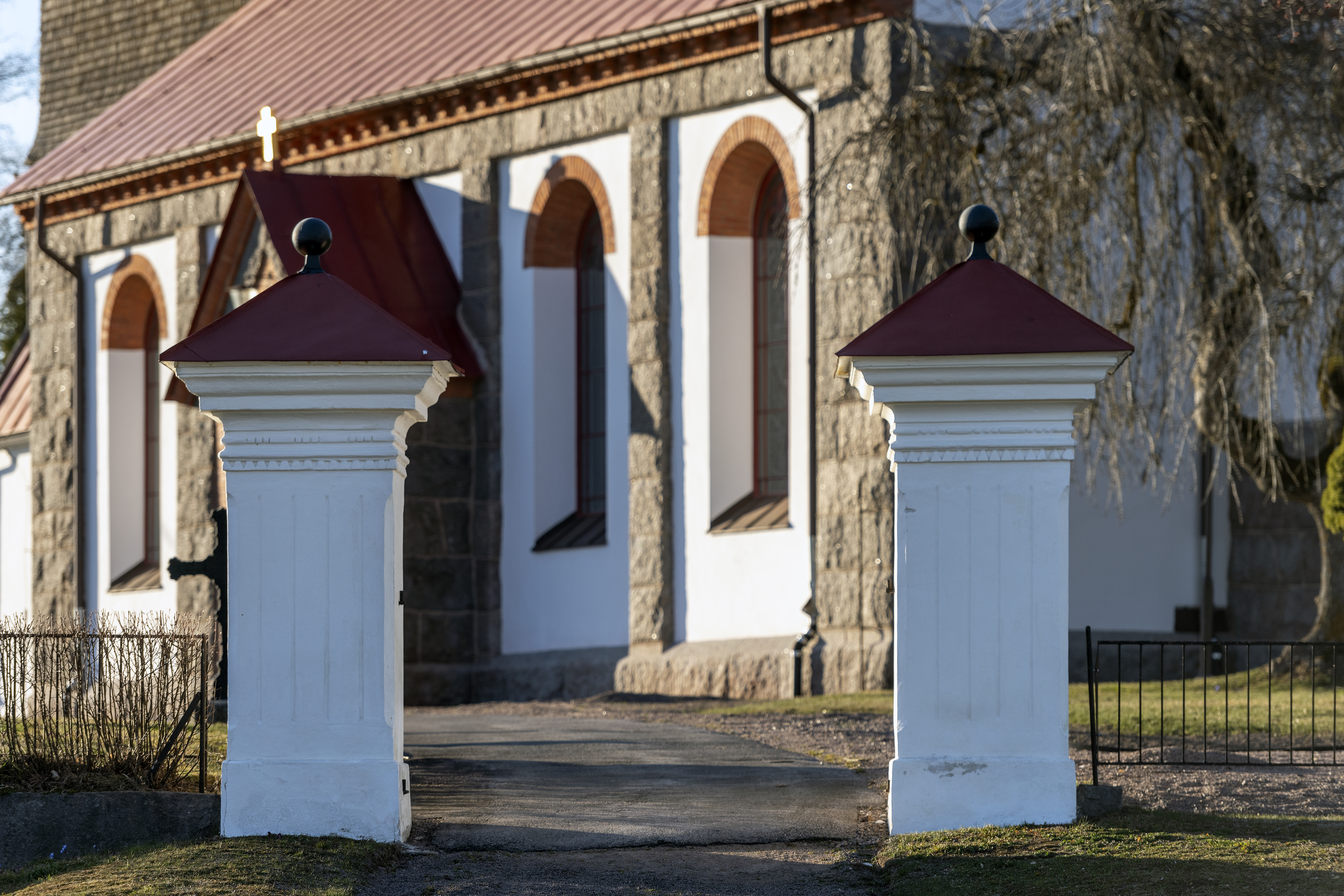
Tuna kyrka

## Orgel
- 1793 bygger Pehr Schiörlin, Linköping, en orgel till kyrkan.
- Den nuvarande orgeln är byggd 1935 av Åkerman & Lund, Sundbyberg, och är pneumatisk. Den har en registersvällare. Fasaden är från 1793 års orgel.

| Huvudverk I   | Svällverk II      | Pedal       | Koppel    |
| Principal 8’  | Flöjtprincipal 8’ | Subbas 16’  | I/P       |
| Borduna 8’    | Kvintadena 8’     | Oktavbas 8’ | II/P      |
| Fugara 8’     | Salicional 4’     |             | II/I      |
| Oktava 4’     | Flöjt 4’          |             | I 4'/I    |
| Kvinta 2 2⁄3' | Waldflöjt 2'      |             | II 16'/I  |
| Oktava 2’     |                   |             | II 16'/II |
| Trumpet 8'    |                   |             |           |